# Ásgeir Örn Hallgrímsson
Ásgeir Örn Hallgrímsson (Reykjavík, 17 febbraio 1984) è un ex pallamanista islandese.

## Palmarès

### Olimpiadi
- 1 medaglia:
  - 1 argento (Pechino 2008)

### Europei
- 1 medaglia:
  - 1 argento (Austria 2010)